# Хрустник
Хрустник (пол. Chróstnik, нім. Brauchitschdorf) — село в Польщі, у гміні Любін Любінського повіту Нижньосілезького воєводства.
Населення — 953 особи (2011).
У 1975-1998 роках село належало до Легницького воєводства.

## Демографія
Демографічна структура станом на 31 березня 2011 року:
|          | Загалом | Допрацездатний вік | Працездатний вік | Постпрацездатний вік |
| -------- | ------- | ------------------ | ---------------- | -------------------- |
| Чоловіки | 479     | 119                | 328              | 32                   |
| Жінки    | 474     | 100                | 298              | 76                   |
| Разом    | 953     | 219                | 626              | 108                  |